# Ministerio de Asuntos Exteriores (Rumania)
El Ministerio de Asuntos Exteriores (en rumano: Ministerul Afacerilor Externe) es uno de los ministerios que forman parte del Gobierno de Rumanía. Establecido el 20 de julio de 1862, bajo el nombre de "Ministerio de Asuntos Exteriores", fue dirigido por Apostol Arsache, primer ministro de Asuntos Exteriores de la Rumanía moderna. El nombre del Ministerul Afacerilor Străine (MAS) se conservó hasta la declaración de la República Socialista Rumana, cuando se cambió por el de Ministerul Afacerilor Externe (MAE), nombre que aún se conserva en la actualidad.
La actual ministra de Asuntos Exteriores de Rumanía es Luminița-Teodora Odobescu.

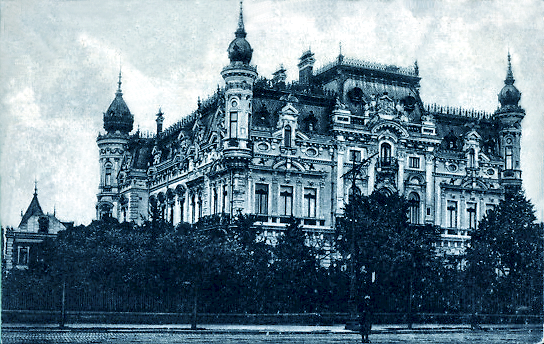
Antiguo Ministerio de Asuntos Exteriores (hasta 1946)